# Стеблюк, Иван Иванович
Иван Иванович Стеблюк (род. 15 декабря 1921, Левадки, Крымская АССР) — советский деятель, железнодорожник, старший машинист тепловоза локомотивного депо Симферополь Крымской области. Депутат Верховного Совета УССР 6—8-го созывов.

## Биография
Родился 15 декабря 1921 года в селе Левадки, Симферопольского района, Крымская АССР в крестьянской семье.
Окончил школу фабрично-заводского обучения (ФЗО). После окончания школы год работал слесарем, а с 1940 года — кочегаром паровоза депо станции Симферополь Крымской АССР.
Во время Великой Отечественной войны в 1941 году работал помощником машиниста паровоза, подвозил боеприпасы к города Севастополя, был пулеметчиком. С 1942 года воевал в третьем отряде Южного соединения партизан Крыма. После освобождения Крыма советскими войсками снова работал помощником машиниста.
С 1945 года — машинист паровоза М-727-20, старший машинист тепловоза на ТО-3 локомотивного депо Симферополь Крымской области.
Член КПСС. Избирался членом бюро партийного комитета Симферопольского локомотивного депо Приднепровской железной дороги. Делегат XXIII съезда КПСС.
Избирался в депутаты Верховного Совета Украинской ССР VI-го созыва (1963 - 1967). Переизбирался.
Затем — на пенсии в городе Симферополе.

## Награды
- орден Отечественной войны 2-го ст. (6.04.1985)[1]
- ордена
- медали